# Cinderella Boy
Cinderella Boy (シンデレラボーイ), conhecido no Brasil como Efeito Cinderella, é um mangá one-shot criado por Monkey Punch. Foi originalmente publicado na revista Popcorn da editora Kobunsha em 1980. Uma versão alternativa foi publicada na revista Anime DO em 1982. Em 2003, a série foi adaptada em um anime de 13 episódios.

## História
Uma vez, indo resolver mais um caso, Ranma e Rella entram de fininho em um cassino para descobrir o porquê da dívida de um homem, mas acabam descobrindo, remexendo os arquivos do computador, que aquele cassino era um disfarce para milhares de transações de armas de fogo. Eles acabam sendo descobertos e tentam escapar, mas acabam sofrendo um gravíssimo acidente.
Uma semana depois, Ranma acorda milagrosamente no local do acidente, e pensa que Rella morreu. Mas, misteriosamente, à meia-noite em ponto, ele se transforma em Rella.
O anime fica nesse impasse de os dois sempre acordarem em lugares totalmente diferentes e sem saber o que estava se passando no momento, até que um dia a empregada Dorothy flagra Ranma se transformando em Rella. Logo, eles descobrem que um cientista chamado Doutor Grim fundiu os dois corpos, e que devido a um certo acontecimento interno, automaticamente, sempre à meia-noite, um se transforma no outro.

## Personagens
- Rella é uma linda e sedutora mulher, campeã no "Jogo da bebida" e uma princesa mimada que vive em uma mansão, com sua empregada e "babá" Dorothy. A velhinha, apesar de aparentar ser muito frágil, cuida de toda a mansão sozinha e produz armas de alta tecnologia para proteger sua "pequena" e "frágil" Rella.

- Ranma Hinamatsuri é um detetive atrapalhado que só se mete em confusão. Seu maior talento é acabar com todos os carros que compra, seus tão amados e raros "Táxis Amarelos". Suas maiores paixões são seu escritório e sua coleção de carrinhos antigos.

Os nomes dos protagonistas da história refletem a natureza de suas mudanças.
Ranma compartilha um nome com Ranma Saotome, o personagem principal de Ranma ½ de Rumiko Takahashi, que também se transforma em uma garota sob certas condições. No entanto, o mangá original Cinderella Boy antecede Ranma ½ por vários anos.
Rella tem o nome de Cinderela, que é conhecida por sofrer uma grande mudança a meia-noite. Seu sobrenome "Shirayuki" se traduz como "Branca de Neve" e os títulos dos episódios também evocam contos de fadas.